# يوليوس هيرش
يوليوس هيرش (بالألمانية: Julius Hirsch)‏ (7 أبريل 1892 بآخرن في ألمانيا - 8 مايو 1945 في بولندا) هو لاعب كرة قدم ألماني في مركز الوسط، شارك في الألعاب الأولمبية الصيفية 1912. وشارك مع منتخب ألمانيا لكرة القدم. أما مع النوادي، فقد لعب مع غرويتر فورت وKarlsruher FV ‏.

## وصلات خارجية
- يوليوس هيرش على موقع قاعدة بيانات كرة القدم.إي يو (الإنجليزية)
- يوليوس هيرش على موقع ناشيونال فوتبول تيمز (الإنجليزية)
- يوليوس هيرش على موقع عالم كرة القدم.نت (الإنجليزية)
- يوليوس هيرش على موقع أوليمبيديا (الإنجليزية)
- يوليوس هيرش - ياد فاشيم (بالإنجليزية)